# Eugène IV
Pour les articles homonymes, voir Eugène et Famille Condulmer.
 (juin 2017).
Si vous disposez d'ouvrages ou d'articles de référence ou si vous connaissez des sites web de qualité traitant du thème abordé ici, merci de compléter l'article en donnant les références utiles à sa vérifiabilité et en les liant à la section « Notes et références ».
Eugène IV, né Gabriele Condulmer à Venise en 1383 et mort le 23 février 1447, est un moine augustin italien, avant de devenir le 207e pape de l'Église catholique de 1431 à 1447. Son pontificat est marqué par le concile de Bâle qui affirme explicitement l'autorité des conciles sur le pape. Ce concile, transféré à Ferrare puis à Florence, est également une ultime tentative de rapprochement des Églises d'Orient et d'Occident.

## Biographie

### Carrière
Gabriele est né dans la famille Condulmer, riche famille de marchands de Venise originaire de Pavie et est le fils d'Angelo Condulmer. Il est le neveu par sa mère de Grégoire XII, un des trois papes simultanés lors du grand schisme d'Occident.
Il entre dans l'ordre des Augustins au monastère Saint-George de Venise. Âgé de 24 ans, il est nommé évêque de Sienne par son oncle le pape Grégoire XII. Devant l'opposition de la classe politique locale à la nomination d'un jeune et étranger, il renonce à cette charge. Il est nommé trésorier, protonotaire et cardinal-prêtre de Saint-Clément en 1408. Il ne participe pas au concile de Pise en 1409, mais participe au concile de Constance à partir de 1414.
En 1415, Grégoire XII renonce à la tiare pontificale afin de permettre la fin du grand schisme d'Occident. Le 3 janvier 1420, le nouveau pape, Martin V, nomme Gabriele légat (administrateur), avec un traitement annuel de 4 000 florins, de la marche d'Ancône, alors dans les États pontificaux mais occupée par des condottieres.
Il quitte Florence le 7 février pour s'installer à Ancône. Il y reste trois ans jusqu'à sa nomination comme légat à Bologne. Cependant, devenu pape, il n'oubliera pas la cité et y financera la restauration de diverses églises et des murs du port.
Le pape Martin V lui donne le titre de cardinal-prêtre de Sainte-Marie-du-Trastevere en 1426.

### Pontificat
Gabriele Condulmer est élu pape le 3 mars 1431, devenant le 207e pape de l’Église catholique, sous le nom d’Eugène IV.
Par un accord écrit conclu avant son élection, il accepta de distribuer la moitié de tous les revenus de l'Église aux cardinaux et promit de les consulter sur toutes les questions d'importance spirituelle ou temporelle, mais commettant l'erreur de confirmer ce qui était accepté dans le siège électoral.
Lors de son élévation au rang de pontife, Eugène prend des mesures répressives contre divers membres de la famille Colonna, à qui son prédécesseur Martin V avait plutôt accordé des terres et des châteaux. Les nouveaux élus s'aliènent ainsi la famille la plus puissante de Rome ; sa décision a également limité l'action de la papauté dans la capitale elle-même.
En quelques années, les Colonna se vengent du traitement subi et enlèvent au pape la domination de Rome (établie en 1398 par Boniface IX) en imposant un gouvernement municipal autonome.
Eugène IV se sauve en s'exilant le 4 mai 1434. Déguisé en habit de moine, il est conduit par une chaloupe au centre du Tibre, poursuivi par la milice municipale et sous les jets de pierres lancés des deux rives, jusqu'à Ostie, où l'attendait un vaisseau florentin. Bien que la ville soit ramenée à l'obéissance par Giovanni Maria Vitelleschi, évêque de Recanati, en octobre suivant, le pape réside à Florence et à Bologne. Le pontife a été absent de Rome pendant près de dix ans.

#### Le concile de Bâle
Invoquant la maladie, le nouveau pape italien Eugène IV n’ose pas se présenter au concile de Bâle qu’il voulait œcuménique, mais en l’absence de l’Église d’Orient, il le nomme « concile général ». Profitant de son absence, les évêques réaffirment la supériorité d’un concile d’évêques par rapport à la voix d’un pape.
Eugène ayant dissous le concile, les évêques refusent d’obéir. Quelques semaines plus tard, une émeute populaire dans Rome oblige le pape Eugène IV à venir s’installer à Florence pour neuf ans.
Le concile de Bâle poursuit ses travaux malgré la dissolution ordonnée par le pape. En 1438, il envoie Nicolas de Cues auprès de l'empereur byzantin Jean VIII Paléologue qui cherche du soutien pour faire face à la menace turque. Eugène IV donne son accord pour que l’Église d’Orient puisse participer à un concile œcuménique, sous réserve qu’il soit organisé sur les bords de la mer Adriatique, afin qu’en cas d’attaque turque les Orientaux puissent retourner rapidement dans leur pays. Eugène IV transfère donc le concile de Bâle à Ferrare.
La majorité des prélats comprennent le but de ce transfert et l’acceptent, mais quelques évêques et 300 ecclésiastiques considèrent ce geste comme un abus d’autorité de la part du pape et s’y opposent en élisant le 5 novembre 1439 un antipape, Félix V (le duc Amédée VIII de Savoie), qui n’était même pas cardinal, et ne fut reconnu que par la Lituanie et la Pologne.
Le 24 janvier 1439, Eugène IV rencontre à Ferrare le patriarche Joseph II de Constantinople. Cette même année, au concile transféré à Florence le 16 janvier, il essaye de réaliser enfin l’union de Rome et des Églises d’Orient. Un moment interrompu par une épidémie de peste, le concile s’enlise seize mois sur la version byzantine du Credo de Nicée. Eugène IV parvient bien à signer un concordat avec les Arméniens le 22 novembre 1439, ainsi qu'avec une partie des Jacobites de Syrie (1443), et reçoit en 1445 une délégation de Nestoriens et de Maronites, ; mais en 1440, une invasion turque et la mort du patriarche Joseph II de Constantinople le 10 juin 1439 à Florence accélèrent une rapide proclamation d’union (alliance) entre les deux Églises qui n’entra jamais en vigueur. En effet le 5 juillet 1439 à Florence est signée la bulle Lætentur cœli, puis le 6 juillet 1439, Basilius Bessarion, métropolite de Nicée, lit la version grecque du Décret d'Union des Églises à Santa Maria del Fiore, la version latine est lue par le cardinal Giuliano Cesarini.
Eugène IV s'efforce de contrer l'invasion ottomane, offrant de verser un cinquième des revenus de l’Église pour financer une croisade, lancée en 1443 ; mais la défaite de Varna, où le Cardinal légat Cesarini trouve la mort, met un terme à cette campagne.

#### Autres actions
Eugène peut retourner à Rome, mais à Byzance, ni le monde orthodoxe grec, ni l'Église slave n'acceptent cette union sacrée.
À part quelques centaines de soldats vénitiens et génois venus défendre leurs intérêts, Constantinople, la vieille Byzance assiégée par les Turcs en 1453, est abandonnée par l'Occident à son sort.
Eugène IV instaure une taxe sur le vin pour recueillir des fonds pour l’université de Rome « La Sapienza » mais cet argent sert à construire un palais près de Saint-Eustache, que l’on baptise à son tour « la Sapienza » (la sagesse).
En 1435, alors que les Espagnols envahissent les Canaries et exploitent sa population, Eugène IV, informé de l'entreprise, lance la bulle Sicut dudum, interdisant catégoriquement l'esclavage. Ceci sous peine d'excommunication. Mais l'autorité papale est alors peu reconnue, et singulièrement par l'Espagne : cet appel a peu d'échos sur l'évènement en question.
En 1440, il envoie un légat à Milan avec pour mission d'évincer le rite ambrosien, qui se maintient dans la région de Milan malgré la prédominance du rite romain ailleurs. Cependant, comme plusieurs de ses prédécesseurs avant lui, il échoue dans cette entreprise.
En 1442, il autorise la fondation de l'Hôtel-Dieu de Beaune par la chancelier de Bourgogne Nicolas Rolin et sa femme Guigone de Salins.

## Bulles
(liste non exhaustive)
- 1431 : 
  - Portant commission adressée au prieur de l'abbaye de Saint-Symphorien d'Autun, pour rétablir l'abbaye de Saint-Martin d'Autun et les prieurés de sa dépendance dans les biens meubles et immeubles dont ils avaient joui ou dû jouir[8].
  - La même année, le 29 mai, le pape autorise via une bulle la création de l'université de Poitiers, effective par lettres patentes de Charles VII, le 16 mars 1432[9].
- 1433 : confirmant l'élection de Jean Petitjean, comme abbé de l'abbaye de Saint-Martin d'Autun, successeur de Guillaume du Bois[10].
- 1435 : Sicut dudum. Interdisant l'esclavage, sous peine d'excommunication.
- 1437 : Ineffabilis summi providentia. Cette bulle incite tous les inquisiteurs, où qu’ils soient établis, à engager des poursuites contre ceux « qui invoquent les démons pour leur offrir des sacrifices, qui les adorent, qui requièrent d’eux des réponses et les reçoivent, leur rendent hommage et portent sur eux une charte écrite ou un autre objet en signe des engagements conclus avec eux ». Le texte vise également ceux qui, en vertu de ce pacte et trompés par les démons, administrent ou ôtent les maléfices, guérissent les maladies, provoquent des intempéries et qui ont l’audace de revendiquer de tels méfaits ; il dénonce encore ceux qui détournent les sacrements tels que le baptême et l'eucharistie à des fins sacrilèges, baptisent des figurines de cire à l’aide d’invocations, profanent les sacrements et méprisent les symboles de l’Église, notamment le crucifix et le signe de croix[11]. Selon Martine Ostorero, historienne et professeure associée à l'université de Lausanne[12], cette bulle papale serait à l'origine de la chasse aux sorcières de la fin du Moyen-Âge en Europe, et « pourrait être considérée comme la première bulle contre les sorciers démoniaques au XVe siècle, bien avant celle toujours citée de 1484 »[13].
- 1438 : 
  - Transférant le concile à Ferrare.
  - Accordant aux Portugais, le monopole du commerce sur les côtes d'Afrique.